# Boston River
Der Club Atlético Boston River, kurz Boston River (Spitzname: Rojiverde), ist ein Fußballverein aus Montevideo in Uruguay. Die Fußballmannschaft des Klubs spielt in der Saison 2016 in der höchsten uruguayischen Spielklasse, der Primera División.

## Geschichte
Der Verein wurde am 20. Februar 1939 gegründet. Der Gründungsort lag dabei an der Kreuzung der Straßen Juan Cruz Varela und Juan José Quesada inmitten des montevideanischen Barrios Bolívar. Dort wohnte zu jener Zeit ein bei der UTE beschäftigter Mann namens Pérez, der aus dieser Beschäftigung heraus über das damals seltene Privileg einer Beleuchtung vor seinem Haus verfügte, so dass dieser Ort zum Treffpunkt der Jugend des Stadtviertels wurde. Die Idee zur Vereinsgründung stammte von Antonio López Suárez. Die Umsetzung übernahm für die überwiegend aus Jugendlichen bestehenden Gründungsgruppe, denen seinerzeit das Fußballspielen im örtlichen Verein nicht gestattet war, Juan Deri, der sodann auch erster Vorsitzender des jungen Vereins wurde. Der Name des neugeschaffenen Vereins setzte sich dabei aus den Elementen Boston und River zusammen. Letzterer Namensbestandteil wurde gewählt, weil der erste Präsident des Vereins als Argentinier großer Anhänger des Vereins River Plate war. Boston dagegen ist auf ein Schild einer Schneiderei gleichen Namens zurückzuführen, das sich in der Nähe des Sportplatzes des Vereins Rosarino Central bei einem dort abgehaltenen Turnier befand.
1954 schloss sich der Verein dem nationalen Fußballverband (AUF) an und startete zunächst in der Liga Extra B und stieg bereits im ersten Jahr als Meister in die viertklassige Extra A auf. Es folgte 1956 die Meisterschaft auch in dieser Liga, so dass man im Folgejahr in den Torneos de Intermedia, damals als Primera C bezeichnet, antrat. Dort verweilte man bis 1981. Aufgrund verschiedener Probleme fand sodann jedoch ein 18 Jahre währender Rückzug der Mannschaft aus den Wettbewerben der AUF statt.
1999 folgte ein Neuanfang in der drittklassigen Liga Metropolitana Amateur, der damaligen Primera C. 2006 sicherte man sich mit einem 1:0-Sieg im Finale gegen CA Alto Perú in dieser Liga den Meistertitel. Seit der Saison 2007/08 spielte Boston River in der Segunda Division.
2010/2011 qualifizierte sich Boston River zur Teilnahme an den Aufstiegs-Play-Offs berechtigte. Boston River erreichte zwar das Finale, unterlag dort jedoch dem Cerro Largo FC im Elfmeterschießen, nachdem beide Finalspiele am 14. und 21. Mai 2011 mit einem 2:2-Unentschieden endeten. In der Spielzeit 2011/2012 belegte man den 7. Tabellenplatz und nahm erneut an den Aufstiegs-Play-Offs teil, scheiterte aber bereits im Viertelfinale an Miramar Misiones. Die Saison 2012/13 schloss man als Siebter ab und stieß bis ins Halbfinale der Play-off-Spiele um den Aufstieg vor. Dort war wieder Miramar Misiones Endstation 2013/14 erreichte Boston River als Fünfter der Gesamttabelle die Aufstiegs-Play-offs, in denen man im Viertelfinale an CA Villa Teresa scheiterte.
Der Verein wurde 2009 als zweiter Fußballverein aus Uruguay, nach dem CA Torque, als Sociedad Anónima Deportiva (S.A.D.), eine kapitalgesellschaftliche Organisationsform ähnlich einer Aktiengesellschaft, organisiert und strukturiert.

## Erfolge
Als nennenswerter Erfolg ist bislang neben der Zugehörigkeit zur 2. uruguayischen Liga seit der Saison 2007/08 nur die Meisterschaft der Liga Metropolitana Amateur de Fútbol im Jahre 2006 sowie 1956 die Meisterschaft der vierten Liga zu verzeichnen.